# Siedenburg
Siedenburg est une commune dans le district de Diepholz, en Basse-Saxe.

## Geographie

### Situation Geographique
Siedenburg se situe environ entre le parc naturel des Wildeshauser Geest et le parc naturel Steinhuder mer au milieu entre Nienburg/Weser et Sulingen.

## Histoire
La municipalité a été mentionnée pour la première fois en 1294 dans une chronique du Landdrosten Marquard par les Hodenburg.
La commune est jumelée avec la commune d'Etival les Le Mans dans la Sarthe (France) depuis 1991.

## Politique

### Gemeinderat
Le conseil municipal de Siedenburg se compose de 11 personnes.
Dans la période électorale actuelle du 1er novembre 2006 au 31 octobre 2011, le conseil municipal se forme des membres suivants:
- Gerhard Lockwald
- Thomas Bückmann
- Arnold Runge
- Heinrich Knoop
- Anja Logemann
- Carsten Küfe
- Heinz Mohrmann
- Joachim Logemann
- Henry Gerdes
- Helge Kühling
- Wilfried Möhle

Le président de groupe politique de la communauté d'électeur de Siedenburg auquel tous les 11 membres appartiennent, est Thomas Bückmann.
- Groupe de travail de 11 sièges.

(État : Élections municipales le 9 septembre 2001)

### Maires
Le maire Arnold Runge a été désigné le 8 novembre 2006.

## Économie et infrastructure

### Transports
La municipalité se situe au nord, à proximité directe, de la route fédérale B 214 entre Sulingen et Nienburg/Weser.